# Макговерн, Патрик Джозеф
Па́трик Джо́зеф Макго́верн-мла́дший (11 августа 1937, Куинс, Нью-Йорк — 19 марта 2014, Пало-Алто, Калифорния) был американским бизнесменом, а также председателем и основателем International Data Group (IDG), компании с дочерними компаниями в области технологических публикаций, исследований, управления событиями и венчурного капитала.
В сентябре 2013 года он был включён в список самых богатых американцев «Forbes 400» с состоянием в 5,1 миллиарда долларов.

## Биография
Журнал Forbes писал, что в 1950-х годах Макговерн получил стипендию в колледже, разработав непревзойдённую программу «крестики-нолики». На втором курсе он работал в студенческой газете Массачусетского технологического института The Tech в отделе репортажей. Макговерн получил степень по курсу № 7, или биологии/'наукам о жизни', в Массачусетском технологическом институте в 1959 году.
После университета его первой работой стала работа в первом компьютерном журнале Edmund C. Berkeley ’s Computers &amp; Automation. В 1964 году Макговерн основал International Data Corporation (IDC), которая создала базу данных компьютерной отрасли и опубликовала информационный бюллетень EDP Industry & Market Report (на основе «ADP Newsletter», изданного The Diebold Group). Через три года компания теряла деньги, и Макговерн подумывал о её ликвидации, пока в 1967 году ему не пришла в голову идея превратить информационный бюллетень в еженедельную газету Computerworld. Не сумев 'вырвать контроль' над «Компьютерами и автоматизацией» у своего друга и наставника Эда Беркли, он впоследствии основал журнал PC World.
В 1980 году он создал одно из первых совместных американо-китайских предприятий, а в 1997 году Forbes подсчитал, что «у Пэта Макговерна в Китае больше читателей, чем у People’s Daily». В 1991 году его компания опубликовала «DOS для чайников», первую из очень популярной серии книг «Для чайников», объясняющих различные темы непрофессионалу. Bloomberg News сообщило, что IDG имеет 280 миллионов постоянных читателей своих публикаций, а годовой доход составляет 3,6 миллиарда долларов.

## Личная жизнь
Хотя он родился в Квинсе, штат Нью-Йорк, его семья переехала, когда он был ребёнком, в Филадельфию, где он разносил газеты в возрасте восьми лет. Он был в разводе один раз. Он был отцом двоих детей и двух приёмных детей и жил между Хиллсборо, штат Калифорния, и Холлисом, штат Нью-Гэмпшир. Он и его вторая жена пожертвовали 350 миллионов долларов Массачусетскому технологическому институту на основание Института исследований мозга Макговерна. Он был попечителем Массачусетского технологического института и Института биомедицинских исследований Уайтхеда Массачусетского технологического института. Он также входил в попечительский совет Общества науки и общественности.
На момент его смерти в число живущих членов семьи входили: его жена Лор Харп Макговерн, сын Патрик Макговерн, дочь Элизабет Макговерн, падчерицы Мишель Харп Бетел и Дина Джексон, а также девять внуков.
Патрик Макговерн умер 19 марта 2014 года в возрасте 76 лет.

### Наследие IDG
После его смерти право собственности на IDG перешло к Фонду Макговерна; в 2016 году фонд нанял Goldman Sachs для изучения возможности продажи. 29 марта China Oceanwide Holdings Group объявила о завершении сделки по приобретению International Data Group, Inc. («IDG»). В июне 2021 года было объявлено, что компания снова была продана «Blackstone Group» за 1,3 миллиарда долларов.

## Дальнейшее чтение
- At the start: Pat McGovern and the birth of Computerworld. Computerworld. IDG Communications, Inc. 2017. Архивировано 18 января 2020. Дата обращения: 18 января 2020.